# Raphael Moussa Hillebrand
Raphael Moussa Hillebrand (* 1982) ist ein in Hongkong geborener deutscher Choreograph, Politiker, Tänzer, Schauspieler, Kurator, Aktivist und Gründer der ersten Hip-Hop-Partei Die Urbane. Eine HipHop Partei, deren Vorsitzender er ab Mai 2017 war.

## Biografie

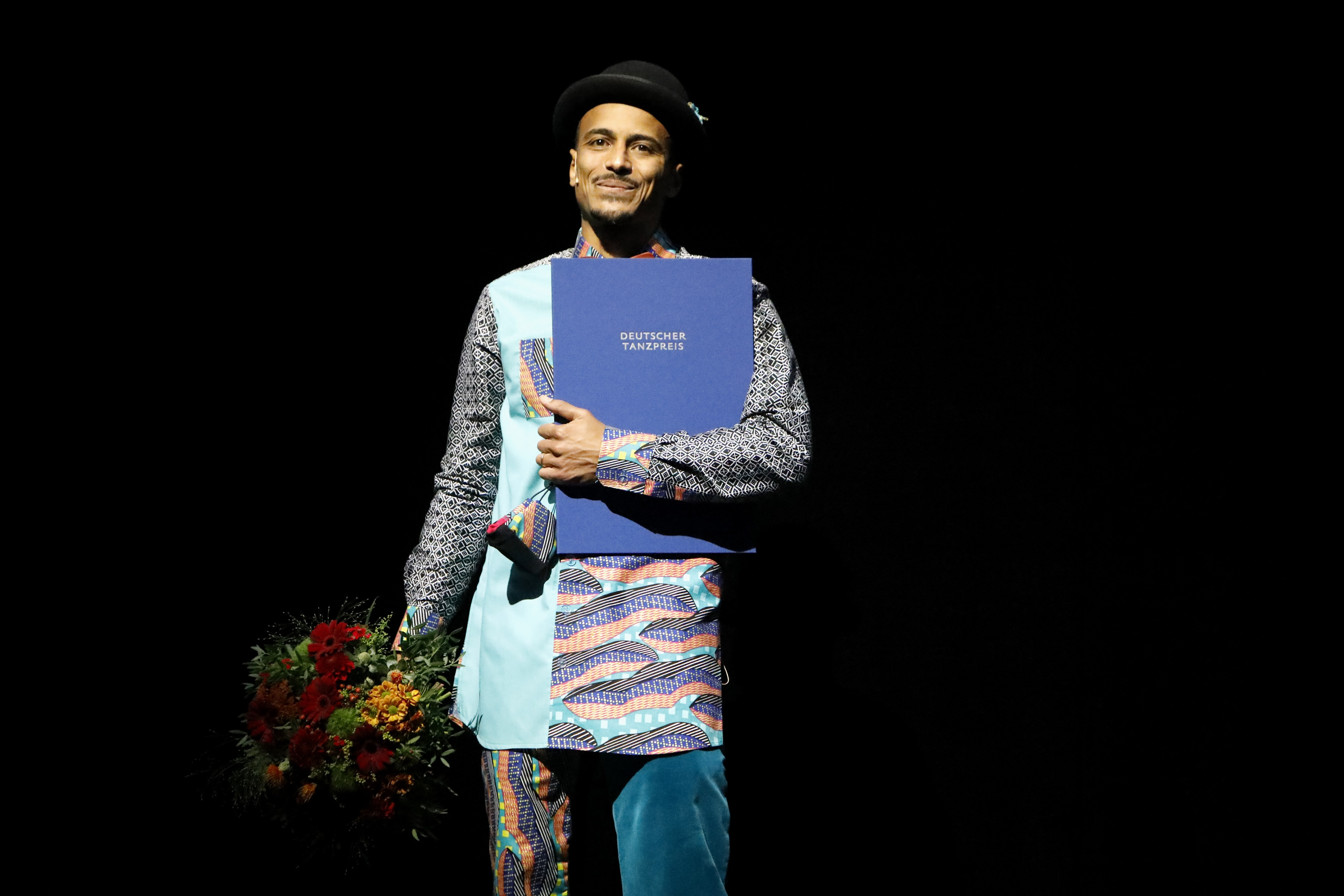
Die Ehrung des deutschen Tanzpreises 2020

Aufgewachsen ist Hillebrand in Berlin mit Wurzeln in Deutschland und Westafrika.

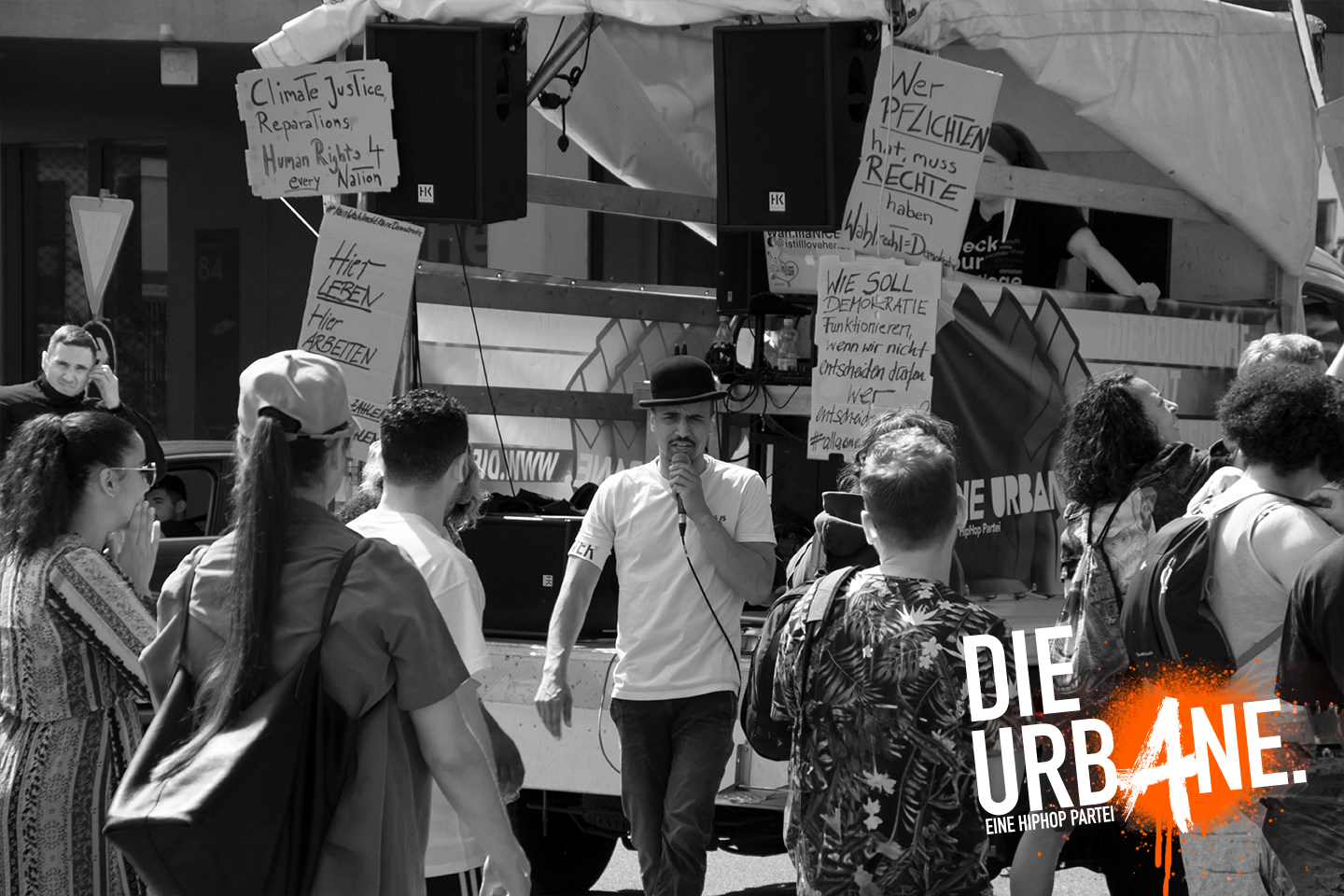
Gründung der ersten Hip-Hop-Partei: DIE URB4NE

Als Choreograph nutzt Hillebrand seinen Background, um seine Visionen des Hip-Hop-Tanztheaters zu verwirklichen. Er begann seine Karriere als Tänzer, nahm anfänglich an zahlreichen B-Boy-Battles teil und gewann nationale sowie internationale Battles. Gleichzeitig arbeitete er an Bühnenproduktionen mit - zunächst als Interpret, dann zunehmend in kollektiven Kreationen und heute als Choreograph, Regisseur und Kurator. Raphael gehört zu den wichtigsten choreographischen Vertretern des Goethe-Instituts. Weltweit leitet er regelmäßig Kultur- und Kooperationsprogramme und entwickelt mit lokalen Tänzern verschiedene Kreationen. Mit der Tanztheater-Videoperformance „Gemeinsam Einsam“ tourte er weltweit. Als Ideengeber und Gründungsmitglied der weltweit ersten Hip-Hop-Partei, „Die Urbane“, setzt er sich u. a. für Dekolonialisierung sowie Empowerment und kulturelle Vielfalt ein. Mit der Tanztheater-Produktion „POW_2045“ tourte er durch Mittelamerika. Sein Theaterstück, produziert im Ballhaus Naunynstraße „Auf meinen Schultern“ hatte im September 2019 Premiere. Seine Stücke POW_2045 und Auf meinen Schultern werden national und international gezeigt. 2020 wurde er vom Deutschen Tanzpreis für seine herausragende künstlerische Entwicklung im Tanz geehrt.
Weil Hip-Hop auch eine politische Philosophie ist und er keine Partei fand, in der er sich repräsentiert fühlte, gründete er 2017 mit anderen Aktivisten und Aktivistinnen die Partei Die Urbane. Diese Idee und die Gründung der ersten Hip-Hop-Partei wurde zum Kanal seiner Aktivitäten für Dekolonialisierung, Empowerment und kulturelle Vielfalt.

## Choreographien (Auswahl)
- Theater Freiburg: Der Rap des Nibelungen[8]
- Theater Freiburg: volXtanz[8]

## Auszeichnungen (Auswahl)
- 2020: Deutscher Tanzpreis "Tanzpreis-Ehrung für herausragende künstlerische Entwicklung"[6][7]